# Phryneta obesa
Phryneta obesa es una especie de escarabajo longicornio de la subfamilia Lamiinae. Fue descrita científicamente por Westwood en 1843.
Se distribuye por Angola, Namibia, Uganda, República Democrática del Congo, República Centroafricana, Sudáfrica, Sudán, Tanzania y Zambia. Posee una longitud corporal de 18-40 milímetros. El período de vuelo de esta especie ocurre en los meses de enero, marzo y noviembre.